# 盧文錦
盧文錦（1933年5月25日—），出生於香港，詠春派師承其舅葉問，1960年負笈台灣後投入軍旅，1975年以少校退伍便專注投入詠春拳的推廣，至今弟子遍及世界各大洲，有「台灣詠春拳之父」之稱。

## 生平
盧文錦1933年出生於香港，父親在戰前於香港皇仁書院畢業，任職於德商些那士洋行（音）總經理，娶佛山葉氏長女葉慕潔（即葉問長姊）。
盧家在佛山是清同治年間封官，祖居是官舍，派有綠營兵勇駐守保護官舍，分別為門官廳內立有肅靜、迴避御賜高腳牌，以及前廳和後廳。但在二戰時家宅全毀，有一段時間盧家暫住葉問弟弟葉添大房屋，抗戰勝利後遷回香港。1950年中國大陸易手，葉問來港，於飯店工會教授詠春拳，盧文錦才得與親舅學拳。
此時在工會學拳者也僅有大師兄梁相、二師兄駱耀、徐尚田、陳球、葉小弟（當時年僅13歲）招允等五、七人，葉問宗師家人仍留在佛山。飯店工會因大師兄理事長任期滿，葉問教拳地點轉九龍海壇街、利達街（李小龍入門學詠春之武館）李鄭屋村…等。盧文錦在香港時期，曾經來台遊玩數日，後來因此而被葉問鼓勵來台灣發展。

## 軍旅生活
1960年，盧文錦前往台灣，並進入石牌班第一分班，接受特殊的軍事及情報類訓練；盧文錦從此後的功夫發展，並不侷限於陳華順葉問這個脈絡的詠春拳而已，在此同時還獲得擒拿、柔道、特勤搏擊技法等特殊訓練。當時人們稱石牌班是「天子門生」，因為班主任是蔣經國。畢業後盧文錦奉派國防部工作，在機會大好的情況之下，盧文錦本人並不戀棧軍旅官階，決心承傳葉問宗師衣缽，於1975年1月以少校官階退役，隨即設館於內湖，同年10月即有法屬留尼旺人，專門來台行禮跪拜求學詠春拳，盧文錦師父頓時成為台灣國術圈裡，首位接受外人弟子行禮的武術大師。

## 擔任警政及調查局教官
1990年因一場演講榮獲當時任保安警察第一總隊三線三星的總隊長呂育生博士賞識，特令擔任技訓隊教官。1992年獲任命為維安特勤隊創隊教官，1993年呂育生榮昇警專校長，盧文錦隨赴警專任教，為警察撰寫教材《警察應用搏擊術》（此書後來翻譯成英文售予美國，又再翻譯成俄文出版），並訓練學校教官。
在此期間再奉國家安全局局長殷宗文指示下，任教勤幹班搏擊術，也為調查局撰寫教材，並擔任調查局教官長達10年。於此同時，也為司法院法警撰寫法警訓練教材，並任現場指導教官。至於警專的教務，自呂育生校長開始，歷經王安邦、鄭榮進、劉勤章、陳連禎等五位校長，歷時18年之久，現仍偶然回校擔任特別指導。

## 開館授徒

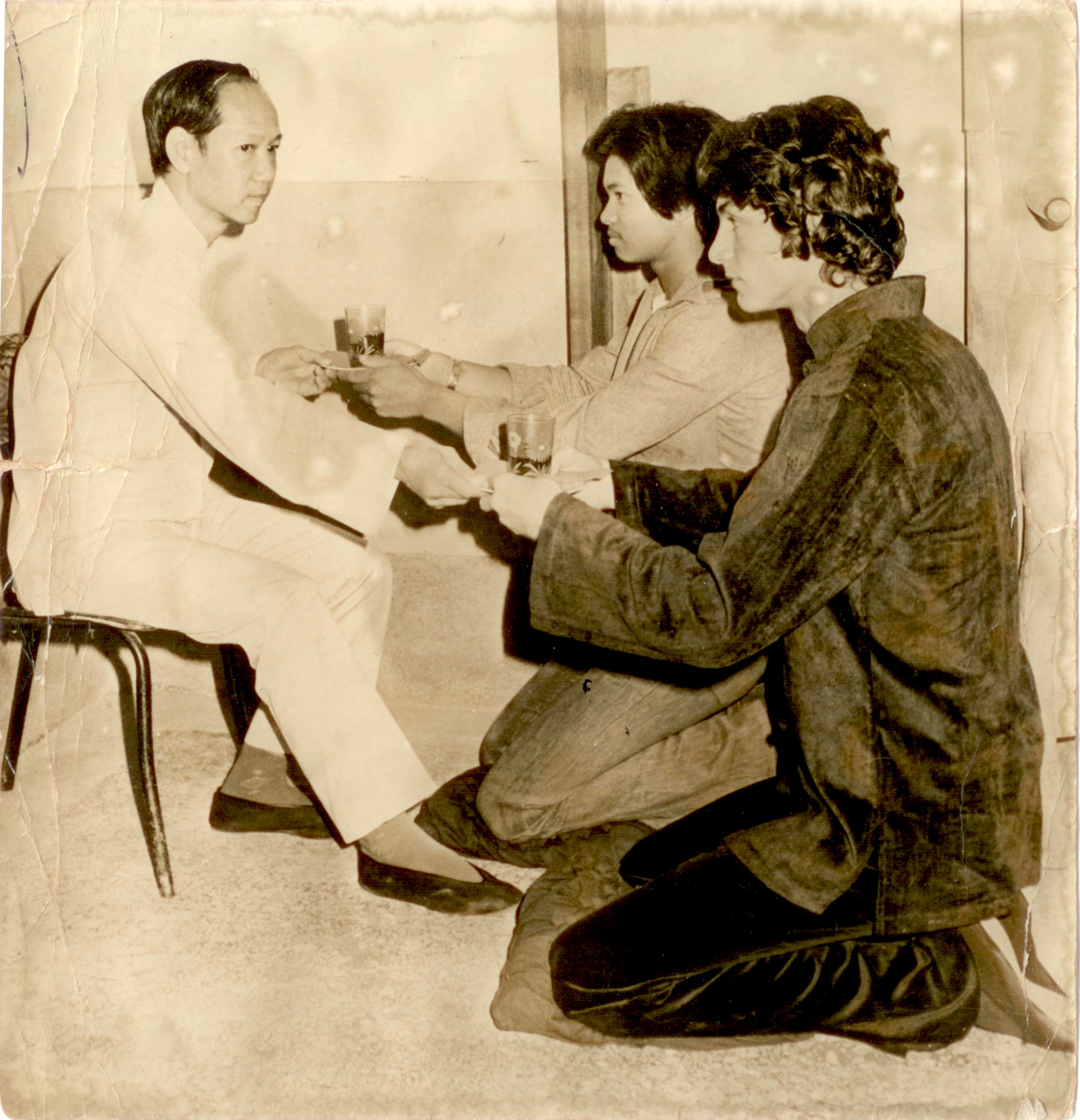
1975年盧文錦自少校退伍後設詠春拳館，當年即有留尼旺周佩（譯音，黑衣者）以及馬達加斯加張思雄（譯音，白衣者）專門來台跪拜入師門。

至於傳承方面，盧文錦之子盧國靜（Gorden Lu）已在美國東岸教拳十餘年，盧文錦早期弟子也早已分別在美國大城市接下傳承棒子。盧文錦在台灣從首位來自留尼旺的外國人士後，專門來台拜師學技的國家裡，不完全統計的就有包括法國、紐西蘭、澳洲、美國、德國、匈牙利等，他們也已經發展傳承至第三代。
盧文錦所傳詠春拳門下早已經遍及世界40餘個國家，外國包括非洲的摩洛哥、南非、東非，歐洲的德國、瑞士、義大利、奧地利、比利時、斯洛維尼亞、法國、挪威、瑞典和丹麥，亞洲的印度、以色列、沙烏地阿拉伯、日本、泰國、菲律賓、香港、澳門、印尼、越南及中國，大洋洲的紐西蘭等。

## 外部連結
- 盧文錦詠春拳總會 （页面存档备份，存于）
- 盧文錦詠春拳總會粉絲頁
- 世界盧文錦詠春拳總會中區分會粉絲頁